# Ludwig Severin
Ludwig Leberecht Dietrich Arnold Theodor Severin (* 23. Dezember 1811 in Pyrmont; † 2. Dezember 1867 in Arolsen) war ein deutscher Jurist in Waldeck. Er war Landtagspräsident und nationalliberales Mitglied des Reichstags des Norddeutschen Bundes.

## Leben

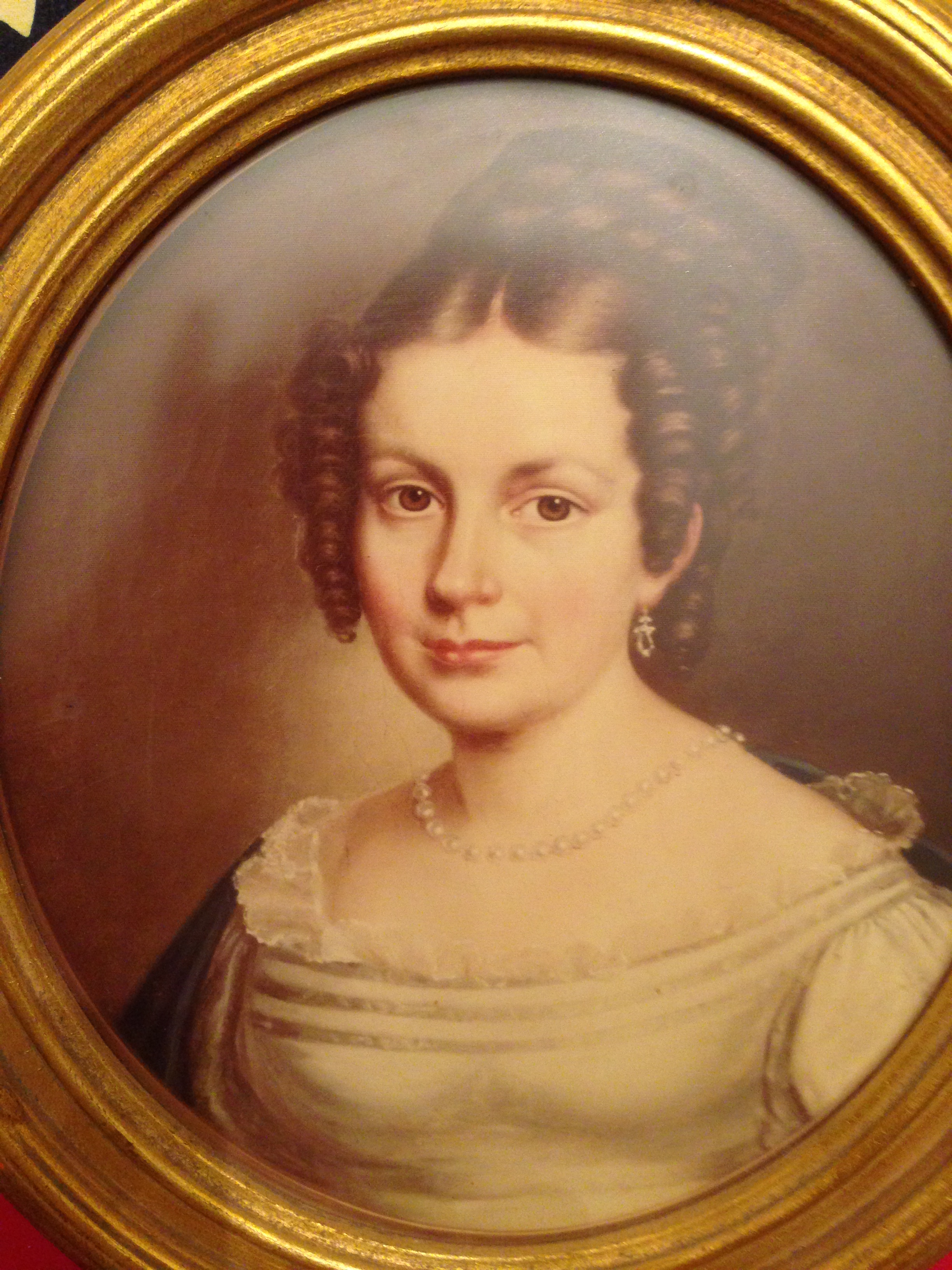
Severins Mutter

### Herkunft und Familie
Severin entstammte einer bürgerlichen Familie Severin, die in Bochum im 16. Jahrhundert ihren Anfang nimmt. Seine Eltern waren der Regierungsrat Christian Ludwig Severin (1776–1832) und dessen Ehefrau Marianne, geborene Hotzen (1791–1828). Carl Theodor Severin (1763–1836) war somit sein Onkel und Emanuel Severin (1842–1907) sein Großvetter.
Er heiratete am 21. Januar 1842 in erster Ehe seine Cousine 2. Grades, Lisette Lina Esau (1822–1847). Nach dem Tod der ersten Ehefrau heiratete er am 15. Juli 1849 in Mengeringhausen deren Schwester Mathilde Esau (1826–1896) in zweiter Ehe. Aus der ersten Ehe ging der Sohn Ludwig Severin (1843–1906) hervor, welcher Arzt in Wildungen und Namenspatron der dortigen Severinstraße wurde.

### Werdegang
Severin studierte 1830 bis 1833 an der Georg-August-Universität Göttingen und der Philipps-Universität Marburg Rechtswissenschaft. Von 1835 bis 1848 war er Advokat in Pyrmont. Nach der Märzrevolution wurde er 1848 Regierungssekretär und 1849 Regierungsassessor und gleichzeitig vortragender Rat in den Abteilungen des fürstlichen Hauses, Äußeres und Kirchen- und Schulsachen. 1851 wurde er 2. Regierungsrat und Dirigent der Abteilung für Finanzen im Kabinett Winterberg. 1852 wurde er aus politischen Gründen entlassen. 1853 wurde er Obergerichtsrat in Korbach und später in Arolsen.
Ab 1856 war er für den Wahlkreis Kreis des Eisenbergs Mitglied der Waldeckschen Stände und ab 1861 Präsident derselben. Er war Mitglied der Nationalliberalen Partei. 1867 vertrat er im Konstituierenden Reichstag (Norddeutscher Bund) den Reichstagswahlkreis Waldeck-Pyrmont.